# شهرستان کالاندولا
شهرستان کالاندولا (به لاتین: Calandula) یک منطقهٔ مسکونی در آنگولا است که در استان مالانژه واقع شده‌است. شهرستان کالاندولا ۸۰٬۴۱۵ نفر جمعیت دارد.